# BET Award for Sportsman of the Year
Der BET Award for Sportsman of the Year (bis 2010 BET Award for Best Male Athlete) ist ein von Black Entertainment Television (BET) im Rahmen der BET Awards vergebener Sportpreis, der an den besten männlichen Athleten vergeben wird. Am häufigsten, mit neun Mal gewann der Basketballer LeBron James.

## Liste der Gewinner und Nominierten

### 2000er
| Jahr                 | Sportler     | Ref |
| -------------------- | ------------ | --- |
| 2001                 |              |     |
| Allen Iverson        | [ 1 ]        |     |
| Kobe Bryant          | [ 1 ]        |     |
| Shaquille O’Neal     | [ 1 ]        |     |
| Tiger Woods          | [ 1 ]        |     |
| 2002                 | [ 1 ]        |     |
| Kobe Bryant          | [ 2 ]        |     |
| Allen Iverson        | [ 2 ]        |     |
| Derek Jeter          | [ 2 ]        |     |
| Michael Jordan       | [ 2 ]        |     |
| Tiger Woods          | [ 2 ]        |     |
| 2003                 | [ 2 ]        |     |
| Kobe Bryant          | [ 3 ]        |     |
| Barry Bonds          | [ 3 ]        |     |
| Allen Iverson        | [ 3 ]        |     |
| Tracy McGrady        | [ 3 ]        |     |
| Tiger Woods          | [ 3 ]        |     |
| 2004                 | [ 3 ]        |     |
| LeBron James         | [ 4 ]        |     |
| Carmelo Anthony      | [ 4 ]        |     |
| Barry Bonds          | [ 4 ]        |     |
| Shaquille O’Neal     | [ 4 ]        |     |
| Tiger Woods          | [ 4 ]        |     |
| 2005                 | [ 4 ]        |     |
| Shaquille O’Neal     | [ 5 ]        |     |
| Allen Iverson        | [ 5 ]        |     |
| LeBron James         | [ 5 ]        |     |
| Donovan McNabb       | [ 5 ]        |     |
| Tiger Woods          | [ 5 ]        |     |
| 2006                 | [ 5 ]        |     |
| LeBron James         | [ 6 ]        |     |
| Kobe Bryant          | [ 6 ]        |     |
| Shaquille O’Neal     | [ 6 ]        |     |
| Tiger Woods          | [ 6 ]        |     |
| Vince Young          | [ 6 ]        |     |
| 2007                 | [ 6 ]        |     |
| LeBron James         | [ 7 ]        |     |
| Reggie Bush          | [ 7 ]        |     |
| Floyd Mayweather Jr. | [ 7 ]        |     |
| Dwyane Wade          | [ 7 ]        |     |
| Tiger Woods          | [ 7 ]        |     |
| 2008                 | [ 7 ]        |     |
| Kobe Bryant          | [ 8 ]        |     |
| LeBron James         | [ 8 ]        |     |
| Floyd Mayweather Jr. | [ 8 ]        |     |
| Chris Paul           | [ 8 ]        |     |
| Tiger Woods          | [ 8 ]        |     |
| 2009                 | [ 8 ]        |     |
| LeBron James         | [ 9 ] [ 10 ] |     |
| Kobe Bryant          | [ 9 ] [ 10 ] |     |
| Reggie Bush          | [ 9 ] [ 10 ] |     |
| Dwyane Wade          | [ 9 ] [ 10 ] |     |
| Tiger Woods          | [ 9 ] [ 10 ] |     |

### 2010er
| Jahr                 | Sportler      | Ref |
| -------------------- | ------------- | --- |
| 2010                 |               |     |
| LeBron James         |               |     |
| Carmelo Anthony      |               |     |
| Usain Bolt           |               |     |
| Kobe Bryant          |               |     |
| Tiger Woods          |               |     |
| 2011                 |               |     |
| Michael Vick         | [ 11 ] [ 12 ] |     |
| Carmelo Anthony      | [ 11 ] [ 12 ] |     |
| Kobe Bryant          | [ 11 ] [ 12 ] |     |
| LeBron James         | [ 11 ] [ 12 ] |     |
| Derrick Rose         | [ 11 ] [ 12 ] |     |
| 2012                 | [ 11 ] [ 12 ] |     |
| Kevin Durant         | [ 13 ]        |     |
| Carmelo Anthony      | [ 13 ]        |     |
| Kobe Bryant          | [ 13 ]        |     |
| Victor Cruz          | [ 13 ]        |     |
| LeBron James         | [ 13 ]        |     |
| 2013                 | [ 13 ]        |     |
| LeBron James         |               |     |
| Victor Cruz          |               |     |
| Kevin Durant         |               |     |
| Robert Griffin III   |               |     |
| Ray Lewis            |               |     |
| 2014                 |               |     |
| Kevin Durant         |               |     |
| Carmelo Anthony      |               |     |
| Blake Griffin        |               |     |
| LeBron James         |               |     |
| Floyd Mayweather Jr. |               |     |
| 2015                 |               |     |
| Stephen Curry        |               |     |
| LeBron James         |               |     |
| Marshawn Lynch       |               |     |
| Floyd Mayweather Jr. |               |     |
| Chris Paul           |               |     |
| 2016                 |               |     |
| Stephen Curry        |               |     |
| Odell Beckham Jr.    |               |     |
| Kobe Bryant          |               |     |
| LeBron James         |               |     |
| Cam Newton           |               |     |
| 2017                 |               |     |
| Stephen Curry        |               |     |
| Odell Beckham Jr.    |               |     |
| LeBron James         |               |     |
| Cam Newton           |               |     |
| Russell Westbrook    |               |     |
| 2018                 |               |     |
| LeBron James         |               |     |
| Dwyane Wade          |               |     |
| Odell Beckham Jr.    |               |     |
| Stephen Curry        |               |     |
| Kevin Durant         |               |     |
| 2019                 |               |     |
| Stephen Curry        |               |     |
| Kevin Durant         |               |     |
| LeBron James         |               |     |
| Odell Beckham Jr.    |               |     |
| Tiger Woods          |               |     |

### 2020er
| Jahr                  | Sportler | Ref |
| --------------------- | -------- | --- |
| 2020                  |          |     |
| LeBron James          |          |     |
| Giannis Antetokounmpo |          |     |
| Kawhi Leonard         |          |     |
| Odell Beckham Jr.     |          |     |
| Patrick Mahomes II    |          |     |
| Stephen Curry         |          |     |
| 2021                  |          |     |
| LeBron James          |          |     |
| Kyrie Irving          |          |     |
| Patrick Mahomes II    |          |     |
| Russell Westbrook     |          |     |
| Russell Wilson        |          |     |
| Stephen Curry         |          |     |
| 2022                  |          |     |
| Stephen Curry         |          |     |
| Aaron Donald          |          |     |
| Bubba Wallace         |          |     |
| Giannis Antetokounmpo |          |     |
| Ja Morant             |          |     |
| LeBron James          |          |     |